# Vườn quốc gia Tongariro
Vườn quốc gia Tongariro là vườn quốc gia lâu đời nhất tại New Zealand nằm tại trung tâm của Đảo Bắc. Nó đã được UNESCO công nhận là Di sản thế giới bởi cả giá trị về văn hóa lẫn thiên nhiên.
Đây là vườn quốc gia được thành lập thứ sáu trên thế giới Trung tâm của vườn quốc gia là một số ngọn núi lửa đang hoạt động gồm Ruapehu, Ngauruhoe và Tongariro.
Vườn quốc gia còn có một số địa điểm tôn giáo của người Maori, một số đỉnh trong vườn quốc gia bao gồm Ngauruhoe và Ruapehu là những Tapu (địa điểm linh thiêng). Xung quanh ranh giới của vườn quốc gia là một số thị trấn gồm Ohakune, Waiouru, Horopito, Pokaka, Erua, National Park, Whakapapa và Turangi. Lối đi núi Tongario là một đường mòn đi bộ nổi tiếng trong vườn quốc gia, được coi là một trong những đường mòn đi bộ ấn tượng nhất thế giới.

## Địa lý
Vườn quốc gia có diện tích 786 km² trải dài từ 175° 22' đến 175° 48' Đông và 38° 58' đến 39° 25' Nam ở trung tâm của Đảo Bắc của New Zealand. Nó nằm cách một vài kilômét về phía tây-tây nam của Hồ Taupo, cách 330 km về phía nam của Auckland bằng đường bộ và 320 km về phía bắc của Wellington. Nó chứa một phần đáng kể Cao nguyên Núi lửa Đảo Bắc. Về phía đông là các ngọn đồi của Dãy Kaimanawa. Sông Whanganui bắt nguồn từ vườn quốc gia và chảy qua Vườn quốc gia Whanganui về phía tây.
Về mặt hành chính, vườn quốc gia nằm tại hạt Ruapehu, vùng Manawatu-Wanganui, mặc dù phía đông bắc của nó thuộc hạt Taupo (khu vực Waikato hoặc vịnh Hawke ở phía bắc). Như một sự trùng khớp, đối cực của vườn quốc gia này lại là một vườn quốc gia khác, Cabañeros ở Tây Ban Nha.
Vườn quốc gia Tongariro trải dài xung quanh khối núi lửa đang hoạt động là núi Ruapehu, Ngauruhoe và Tongariro. Khu bảo tồn danh thắng Pihanga có hồ Rotopounamu, núi Pihanga và khối núi Kakaramea-Tihia dù tách biệt với khu vực chính nhưng vẫn là một phần của vườn quốc gia.
Trên ranh giới của vườn quốc gia là các thị trấn Turangi, National Park, Ohakune, xa hơn nữa là Waiouru và Raetihi. Trong ranh giới của nó, khu dân cư duy nhất là làng Whakapapa là một khu trượt tuyết. Hai khu định cư của người Maori là Papakai và Otukou không phải là một phần của vườn quốc gia, mà nằm trên bờ hồ Rotoaira, giữa khu bảo tồn danh thắng Pihanga và vườn quốc gia.
Phần lớn vườn quốc gia Tongariro được bao quanh bởi những con đường được bảo quản tốt, gần như đi theo ranh giới của nó và dễ dàng tiếp cận. Ở phía tây, đường Cao tốc quốc gia 4 đi qua thị trấn National Park còn ở phía đông thì Cao tốc Quốc gia 1 băng qua khu vực này được biết đến với tên gọi "Đường Sa mạc" và chạy song song với sông Tongariro. Cao tốc 47 nối hai con đường 1 và 4 với nhau về phía bắc của vườn quốc gia, dù nó chia đôi khu bảo tồn danh thắng Pihanga thành hai. Ở phía nam là Cao tốc 49. Tuyến đường sắt chính là Đường trục chính Đảo Bắc từ Auckland đến Wellington, băng qua thị trấn National Park.
Về khí hậu, giống như toàn bộ New Zealand thì vườn quốc gia nằm trong khu vực ôn đới. Những cơn gió tây thịnh hành mang hơi ẩm từ biển Tasman. Vì các núi lửa trong vườn quốc gia Tongariro có độ cao đáng kể, nơi đầu tiên mà những cơn gió này gặp phải trên Đảo Bắc, bên cạnh núi Taranaki khiến mưa rơi gần như hàng ngày. Sự khác biệt về lượng mưa đông-tây không lớn như ở Nam Alps, bởi vì ba ngọn núi lửa không thuộc một dãy núi lớn hơn, nhưng vẫn có hiệu ứng bóng mưa đáng chú ý với sa mạc Rangipo chắn gió phía đông, nhận lượng mưa hàng năm là 1.000 mm. Tại làng Whakapapa (1119 mét) lượng mưa trung bình hàng năm khoảng 2200 mm, Ohakune (610 mét) lượng mưa là 1250 mm và ở khu vực có độ cao cao hơn như làng Iwikau (1770 mét) có lượng mưa lên tới 4900 mm. Vào mùa đông, có tuyết rơi ở độ cao từ 1500 mét trở lên. Nhiệt độ thay đổi đáng kể, thậm chí trong một ngày. Ở Whakapapa, nhiệt độ có thể hạ xuống dưới mức đóng băng quanh năm. Nhiệt độ trung bình là 13 °C và tối đa là 25 °C vào mùa hè, tối thiểu là -10 °C vào mùa đông. Trong một số mùa hè, đỉnh của ba ngọn núi lửa được bao phủ bởi tuyết. Trên đỉnh núi Ruapehu, những cánh đồng tuyết có thể được thấy vào mỗi mùa hè và đỉnh núi bị đóng băng.

## Lịch sử

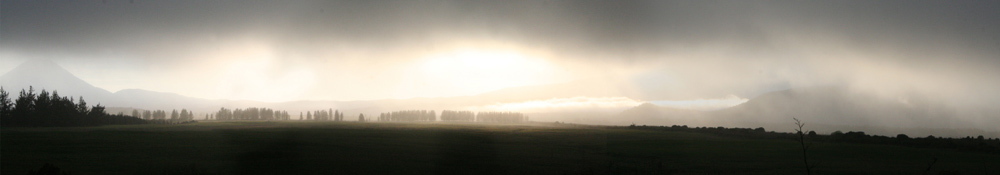
Bình minh tại vườn quốc gia Tongariro.

Các đỉnh núi có ý nghĩa rất lớn đối với người Māori địa phương. Vào năm 1886, để ngăn chặn việc bán các ngọn núi cho những người định cư châu Âu, Iwi Ngāti Tūwharetoa địa phương lấy ý kiến tại Tòa án Bản địa đã đưa ra một đề xuất về việc đưa nó thành khu bảo tồn. Một trong số người có công nhất là Te Heuheu Tūkino IV (Horonuku), tù trưởng quan trọng nhất của liên minh Iwi Ngāti Tūwharetoa địa phương. Sau đó, các đỉnh núi Tongariro, Ngauruhoe, và một phần của Ruapehu đã được chuyển nhượng sang The Crown vào ngày 23 tháng 9 năm 1887, với điều kiện một khu vực được bảo vệ sẽ được thiết lập ở đó.
Khu vực rộng 26,4 km² này thường được coi là quá nhỏ để thành lập một vườn quốc gia sau khi mô hình của Vườn quốc gia Yellowstone ở bang Utah, Hoa Kỳ được thành lập, và do đó các khu vực liền kề tiếp theo được mua lại. Khi Quốc hội New Zealand thông qua Đạo luật vườn quốc gia Tongariro vào tháng 10 năm 1894, nó có diện tích 252,13 km² nhưng phải đến năm 1907 thì khu vực vùng đất thêm mới chính thức thuộc vườn quốc gia. Năm 1922, vườn quốc gia được mở rộng lên thành 586,8 km². Các phần mở rộng hơn nữa bao gồm cả Khu bảo tồn danh thắng Pihanga vào năm 1975 đã nâng diện tích của nó lên thành 786,23 km². Sửa đổi cuối cùng của Đạo luật đã được thông qua vào năm 1980. Vườn quốc gia được quản lý bởi Bộ Bảo tồn kể từ năm 1987, khi cơ quan này được thành lập.

## Sinh thái học

### Thực vật

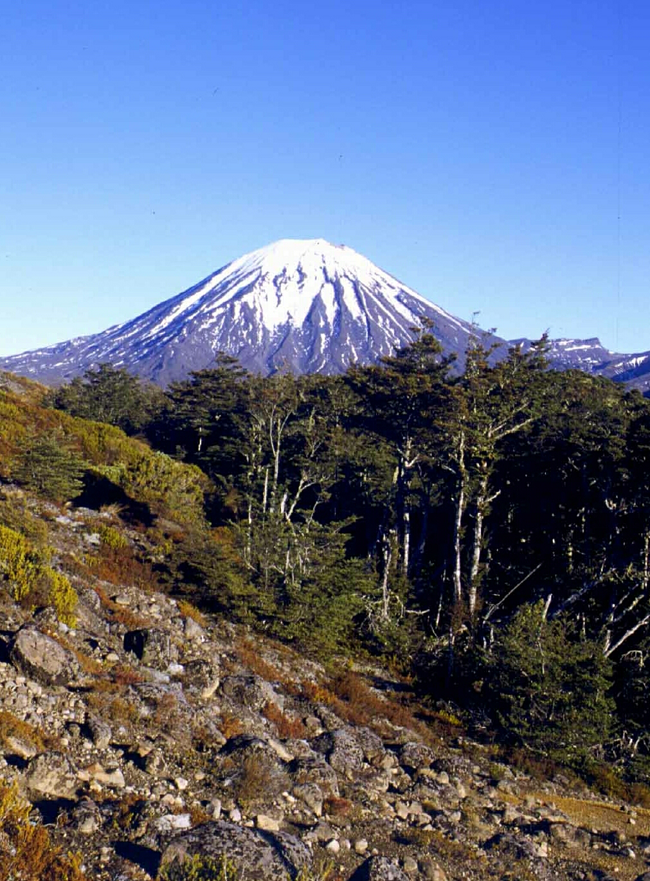
Rừng sồi ở phía nam sườn núi Ruapehu.

Vườn quốc gia này là môi trường đất mềm gồ ghề với một phần không ổn định. Ở phía bắc và tây, một khu rừng mưa lá rộng gần hồ Taupo trải dài trên diện tích 30 km² và lên đến độ cao 1000 mét. Trong những khu rừng mưa này là sự có mặt của Podocarpus laetus (tōtara núi), Dacrycarpus dacrydioides (kahikatea), Weinmannia racemosa (Kāmahi), Libocedrus bidwillii (tuyết tùng New Zealand hoặc pāhautea) cùng nhiều loài Dương xỉ, Lan và Nấm. Pāhautea có thể được tìm thấy xa hơn ở những khu vực có độ cao 1530 mét, nơi chúng bao phủ khu vực có diện tích lên tới 127,3 km² Ở khu vực này còn có một khu rừng sồi có diện tích 50 km² gồm nhiều loài như Nothofagus fusca (Sồi đỏ), Nothofagus menziesii (Sồi bạc), Nothofagus solandri var. cliffortioides (Sồi núi). Dưới tán rừng là sự có mặt của một số loài dương xỉ như Blechnum discolor và nhiều loài cây bụi. Ngoài ra, một khu vực cây bụi rộng 95 km² chứa Leptospermum ericoides (kanuka), Leptospermum scoparium (mānuka hay tràm trà New Zealand), Phyllocladus aspleniifolius, Dracophyllum longifolium (Inaka), Rhacomitrium lanuginosum, một số loài Cử nhỏ và thạch nam.
Về phía tây bắc, và xung quanh núi Ruapehu, giữa độ cao 1200 đến 1500 mét, là những Đồng cỏ Tussock và cây bụi trên các khu vực rộng lớn rộng khoảng 150 km² bao gồm chủ yếu là Chionochloa rubra, Empodisma minus, Dracophyllum recurvum, Schoenus pauciflorus, Festuca novaezelandiae. Trên 1500 mét, địa hình bị chi phối bởi sỏi và đá nên không ổn định có diện tích 165 km². Tuy nhiên, một số loài thực vật phát triển tại đó như Podocarpus nivalis, Gaultheria colensoi, rytidosperma setifolium, Raoulia albosericea. Từ 1700 đến 2200 mét là một số loài gồm Parahebe, Gentiana bellidifolia và Ranunculus (Mao lương). Trên 2200 mét chỉ có các loài Địa y.

### Động vật
Vườn quốc gia là nơi có 56 loài chim quan trọng, một số loài đặc hữu quý hiếm như Kiwi nâu Đảo Bắc, Vẹt kaka New Zealand, Vịt lam, Choi choi, Cắt New Zealand. Một số loài khác cũng có mặt tại đây gồm Chim Tui, Cú lông đốm Tasmania, Chích xám, Rẻ quạt.
Vườn quốc gia có hai loài động vật có vú bản địa duy nhất là Dơi đuôi ngắn nhỏ New Zealand và Dơi đuôi dài New Zealand. Tongariro cũng là nơi có nhiều loài Bướm đêm và Dế Weta. Một số loài khác được đưa đến bởi những người châu Âu như Chuột đen, Chồn ecmin, Mèo, Thỏ, Thỏ đồng, Chồn cây, Hươu đỏ.